# Xian de Pingjiang
Pour les articles homonymes, voir Pingjiang.
Le xian de Pingjiang (平江县 ; pinyin : Píngjiāng Xiàn) est un district administratif de la province du Hunan en Chine. Il est placé sous la juridiction de la ville-préfecture de Yueyang.

## Démographie
La population du district était de 975 980 habitants en 1999.